# Proclitus extensor
Proclitus extensor là một loài tò vò trong họ Ichneumonidae.